# RBBP9
RBBP9 (англ. RB binding protein 9, serine hydrolase) – білок, який кодується однойменним геном, розташованим у людей на короткому плечі 20-ї хромосоми. Довжина поліпептидного ланцюга білка становить 186 амінокислот, а молекулярна маса — 21 000.
| 10         |  | 20         |  | 30         |  | 40         |  | 50         |
| ---------- |  | ---------- |  | ---------- |  | ---------- |  | ---------- |
| MASPSKAVIV |  | PGNGGGDVTT |  | HGWYGWVKKE |  | LEKIPGFQCL |  | AKNMPDPITA |
| RESIWLPFME |  | TELHCDEKTI |  | IIGHSSGAIA |  | AMRYAETHRV |  | YAIVLVSAYT |
| SDLGDENERA |  | SGYFTRPWQW |  | EKIKANCPYI |  | VQFGSTDDPF |  | LPWKEQQEVA |
| DRLETKLHKF |  | TDCGHFQNTE |  | FHELITVVKS |  | LLKVPA     |  |            |

A: Аланін

C: Цистеїн

D: Аспарагінова кислота

E: Глутамінова кислота

F: Фенілаланін

G: Гліцин

H: Гістидин

I: Ізолейцин

K: Лізин

L: Лейцин

M: Метіонін

N: Аспарагін

P: Пролін

Q: Глутамін

R: Аргінін

S: Серин

T: Треонін

V: Валін

W: Триптофан

Кодований геном білок за функціями належить до гідролаз, фосфопротеїнів. 
Задіяний у такому біологічному процесі, як альтернативний сплайсинг. 
Локалізований у цитоплазмі, ядрі.